# Skákavka černá
Skákavka černá (Evarcha arcuata) je druh pavouka z čeledi skákavkovitých.

## Popis
Samci se dorůstají velikosti 5–6 mm, samice 6–8 mm. Je zde zřetelný pohlavní dimorfismus. Samičky působí nenápadně, jejich barva je od hnědé po světle šedou. Mladí samečci mají na čele zlatavou pásku a na konci zadečku žlutou kresbu. Dospělí samečci mají bílou pásku a jsou černí, nebo mají hnědé chloupky na celé ploše zadečku a výraznou bílou kresbou kolem očí. Starší samečci mají dvě nebo čtyři bílé skvrny na zadečku.

## Rozšíření
Skákavku černou můžeme v hojném zastoupení nalézt jak na našem území, tak i v dalších státech Evropy a také v Asii. Pohybuje se obvykle v oblasti otevřených biotopů. Je to denní živočich, který se ve slunečném počasí hbitě pohybuje po vegetaci a loví kořist. Živí se drobným hmyzem, který ale může být větší než samotná skákavka.

## Rozmnožování
Páření probíhá od května, před samotnou kopulací sameček předvádí zásnubní taneček. V období teplejších měsíců pak samičky chrání kokon s vajíčky.